# Arndt Pekurinen

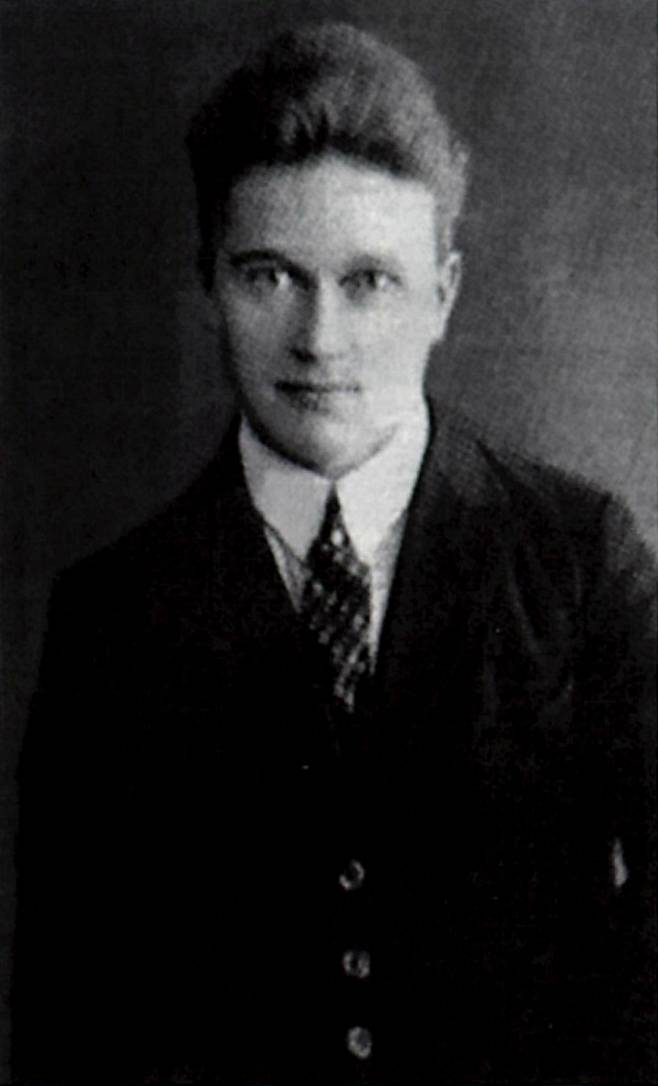
Arndt Pekurinen

Arndt Pekurinen (Juva, 29 augustus 1905 - Kalevalsky District (Sovjet-Unie), 5 november 1941) was een Finse pacifist en dienstweigeraar.
In 1926 weigerde hij in militaire dienst te gaan. Hij is daarvoor meerdere keren opgesloten. Hij werd een van de voornaamste leiders van de Finse pacifistische beweging en werd voortdurend lastiggevallen door de fascistische Lapua-beweging. Zijn motto, geïnspireerd door Jonathan Swift, was: "Aangezien mensen niet worden opgegeten, heeft het geen zin om ze af te slachten". Verschillende Europese intellectuelen als Albert Einstein, Henri Barbusse en H. G. Wells ondertekenden een petitie om hem vrij te laten. Op 14 april 1931 werd de Lex Pekurinen aangenomen, die ervoor zorgde dat dienstweigeraars een alternatieve dienst mochten vervullen. Deze wet gold echter alleen in vredestijd.
Toen in 1940 de Sovjet-Finse Winteroorlog uitbrak werd Pekurinen alsnog gearresteerd. Tijdens de Vervolgoorlog (het Finse front in de Tweede Wereldoorlog) werd hij vrijgelaten en naar Oechta in de voormalige Sovjet-Unie aan het front gestuurd. Hij weigerde echter wapens of een uniform te dragen, waardoor hij ter dood veroordeeld werd. De eerste twee soldaten (Sergeant Kivelä en Soldaat Kinnunen) die hem moesten doodschieten weigerden. Hij is door Korporaal Asikainen in opdracht van Kapitein Valkonen doodgeschoten.